# Екстаз

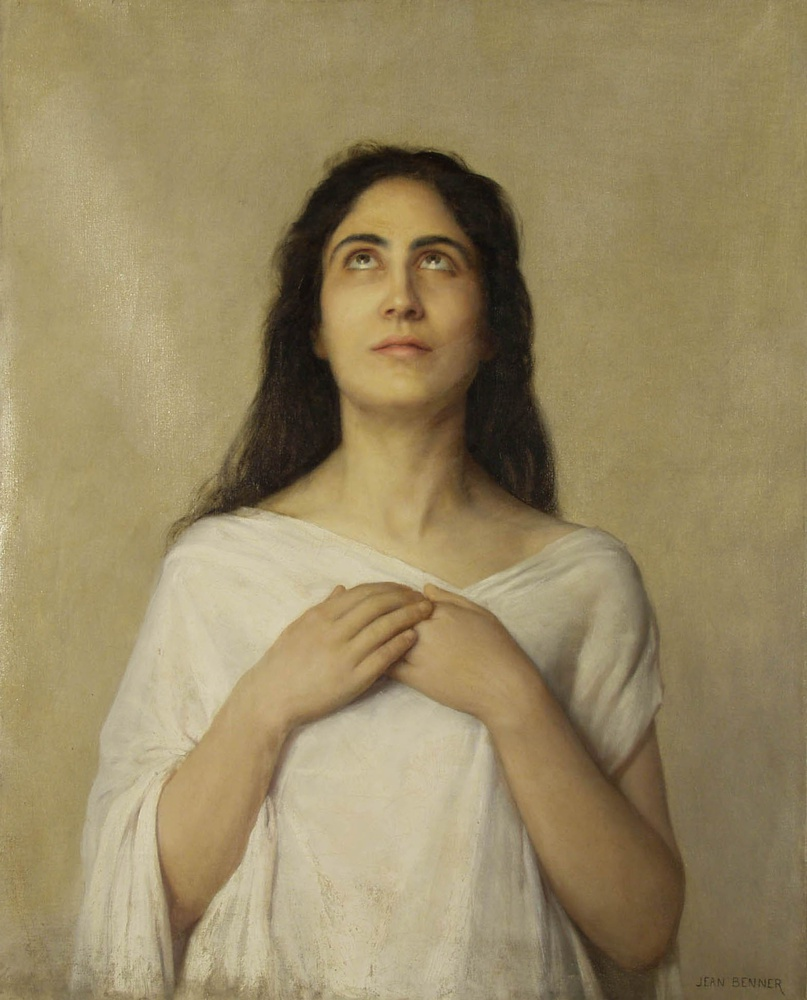
«Екстаз», картина зібрання Страсбурзького музею нового і сучасного мистецтва

Екста́з, екстаза (від грец. έκστασις — несамовитість, захоплення) — позитивно забарвлений афект. Вищий ступінь захвату, наснаги, інколи переходить в несамовитість.
У психіатрії екстаз — це психічний стан, крайня ступінь екзальтації, при якій на тлі шалено-захопленого настрої різко домінує одне гранично виражене почуття, пристрасть.